# Paschimottanasana
Paschimottanasana (en sánscrito: पश्चिमोत्तानासन, AITS: Paścimottānāsana) o postura de la pinza sentada es una asana sentada de flexión hacia adelante en el hatha yoga y en el yoga como ejercicio. Es una postura de nivel básico o para principiantes.

## Etimología y origen
La palabra en sánscrito Paschimottanasana o 'postura de la pinza sentada' se compone de las siguientes tres palabras:
- Paschima (en sánscrito: पश्चिम, AITS: paścima), que significa 'posterior'[2]
- Uttana (en sánscrito: पश्चिम, AITS: uttāna), que significa 'estirado'[3]
- Asana (en sánscrito: आसन, AITS: āsana), que significa 'postura'[4]

### Origen

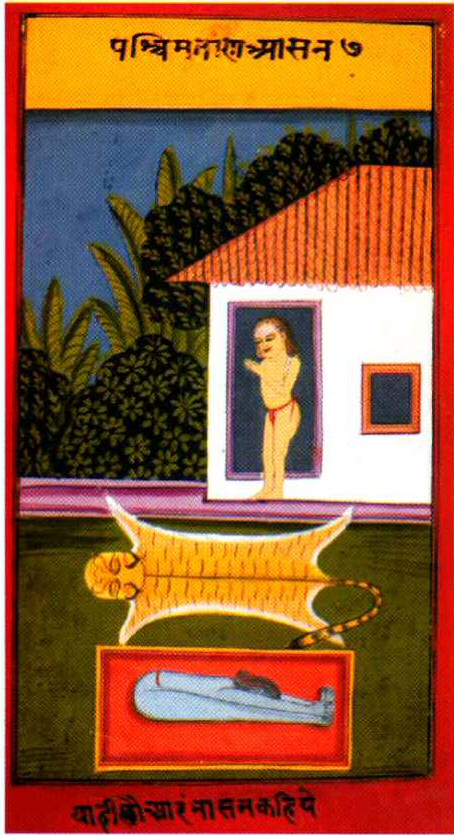
Paschimottanasana ilustrada en el manuscrito Joga Pradīpikā de 1830.

La postura se describe en el Hatha-yoga-pradipika del siglo XV, capítulo 1, versículos 30-31.

## Descripción
Paschimottanasana es una asana sentada flexión hacia adelante con la parte superior del cuerpo doblada hacia adelante sobre las piernas. Es una de las doce posturas básicas de Hatha yoga y también forma parte de la serie primaria Ashtanga yoga.

## Estudios
Un estudio publicado el 2011 de ensayo clínico en Karnataka, India, con 123 pacientes con diabetes mellitus tipo 2 a lo largo de tres meses en donde se incluyó esta asana mostró que los practicantes de yoga lograron en promedio una reducción del estrés oxidativo de 20 % (60 pacientes) en comparación al grupo de control (63 pacientes).
Un estudio publicado el 2012 en India sobre el efecto del hatha yoga en el fortalecimiento de la espalda en donde participaron 50 obreros de construcción de casas de la ciudad de Gwalior y que incluyó una rutina de asanas como Bhujangasana, Dhanurasana, Vakrasana, Ardha matsyendrasana, Halasana, Paschimottanasana, Shalabhasana, Uttanapadasana, Ustrasana, pranayamas, mantras, meditación y la secuencia Surya namaskara durante un periodo de tres meses, mostró efectos significativos del grupo experimental (25 personas) en comparación del grupo de control (25 personas).

## Contra posturas
Una contra postura de yoga es una asana de yoga que estira la columna vertebral en la dirección opuesta a la asana anterior o la devuelve a una posición neutral. Las posturas recomendadas luego de practicar Paschimottanasana son:

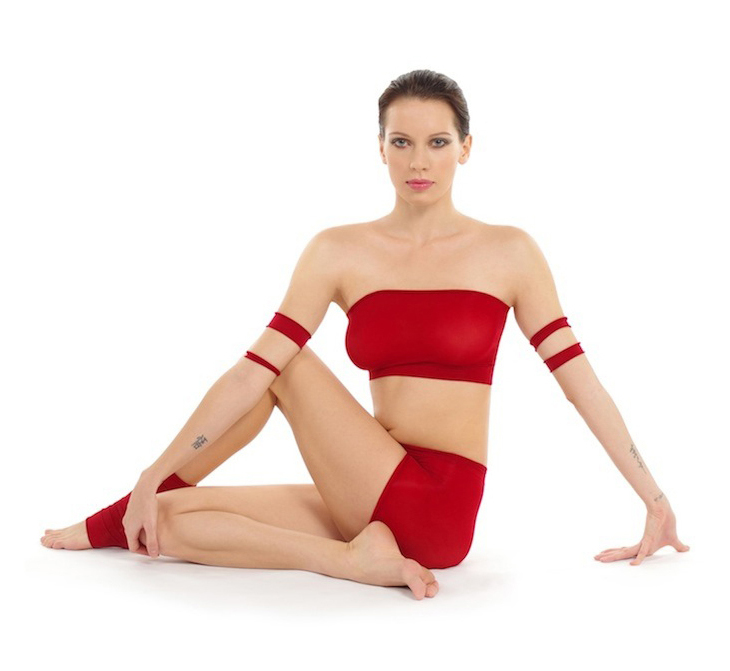
Ardha matsyendrasana,[11] media torsión sentada.
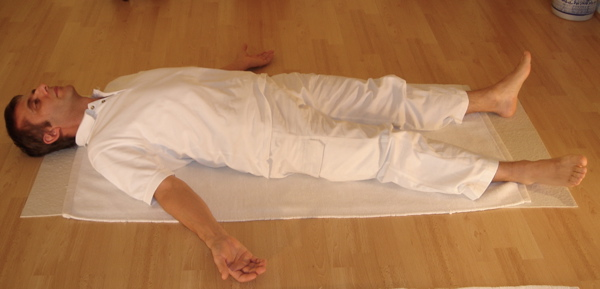
Shavasana, postura del muerto.

## Contraindicaciones
Es una postura contraindicada para personas con embarazo, lesiones en las rodillas, en la zona lumbar, en las costillas y en las muñecas, hernia discal, ciática, cirugías en el abdomen, asma y diarrea.